# Kryvaja
Kryvaja (vitryska: Крывая) är ett vattendrag i Belarus.   Det ligger i voblasten Vitsebsks voblast, i den nordöstra delen av landet, 150 km öster om huvudstaden Minsk.
Trakten runt Kryvaja består till största delen av jordbruksmark. Runt Kryvaja är det ganska glesbefolkat, med 22 invånare per kvadratkilometer.